# 女帝 春日局
女帝 春日局（じょてい かすがのつぼね）は、1990年1月20日に公開された時代劇映画。製作は東映京都撮影所。上映時間は114分。カラー、ビスタサイズ。

## 概要
1989年大原麗子主演のNHK大河ドラマ『春日局』が「お局様」という流行語を生むほどの人気になったのを受け、大奥物の本家・東映が製作。当時の資料をもとに東映京都撮影所最大の300坪のステージに10億円の製作費をかけ、原寸大の江戸城大奥を再現した。

## あらすじ
天下分け目の関ヶ原の合戦から4年後の1604年、関ヶ原で西軍を裏切った事で徳川家康率いる東軍を勝利に導いた小早川秀秋が病死した。秀秋の旧臣で浪人となっていた稲葉正成の妻・ふくは夫の仕官を依頼すべく京都伏見城に徳川家康を訪ねた折、身を清める為に湯に入っていた所を好色絶倫であった家康のお手付きとなってしまい、家康の子を身ごもってしまう。翌1605年の夏、江戸城では徳川大納言秀忠の正室・お江与が懐妊した。このことで江戸城は乳母を募った。この機を捉え、ふくは五人の幼な子と若い女中つめを連れ江戸へ出奔し、乳母役として最後の二人まで残った。その時、ふくは出産直後で愛らしい男の赤ん坊を抱いていた。大年寄・大姥の局は、健康な母体を持つふくを推し、民部卿の局は、ふくが織田信長を討ち果たした逆臣・明智光秀の血を引く女ということで激しく反対した。お江与の陣痛が予定より早く始まり、予想以上の難産のあげく男児を出産するも、不運にも逆子による窒息で死産となってしまう。大姥は民部卿に事の一切を秘密にとの約束を取付け、家康はもとより秀忠とお江与には死産をひた隠し、ふくの乳呑み児を「替え玉」にしたのだった。ふくは大姥の要求を自分がこの子の乳母として採用される事を条件に受け入れた。その子は家康から徳川家の嫡男にのみ与えられる「竹千代」を命名された。そして翌年、秀忠は二代将軍となった。ところがお江与がまた懐妊する。大奥はざわめき、やがてお江与は無事男児を出産、その子は「国松」と名付けられた。以来、大奥の確執は日を追って激化し、竹千代派と国松派の真っ二つに分れるまでに至った。そのうち竹千代は大御所となっていた家康の子という噂も出はじめ民部卿や大姥らは慌てはじめ、その噂を聞いた家康自身も心おだやかではいられなくなった。家康はついに心臓発作で倒れたが、噂の真相をただすべく病いをおして江戸に向かい、ふくに真実を問う。家康は何度もふくに自分の子かを聞くが、ふくは「竹千代は秀忠の子である」と断言。家康はこれを受け入れて徳川家の嫡男は竹千代である事を秀忠に告げたのであった。

## スタッフ
- 製作：岡田茂
- 企画：日下部五朗
- プロデューサー：本田達男、中山正久
- 原作、脚本：高田宏治
- 音楽：佐藤勝
- 撮影：木村大作
- 美術：井川徳道
- 照明：増田悦章
- 編集：市田勇
- 録音：伊藤宏一
- 記録：田中美佐江
- チーフ助監督：藤原敏之
- 撮影補佐：信坂利文
- 装置：梶谷信男
- 装飾：長谷川優市呂
- 背景：西村三郎
- 衣裳：松田孝
- 美粧：田中利男
- 結髪：福本るみ
- 助監督：森本浩史、石川一郎
- 美術助手：松宮敏之、八田偉志
- 撮影助手：田中勇二、松本嘉通、村上喜代美、湯川達也
- 照明助手：磯野雅宏、立石和彦、魚住俊哉、矢島俊幸、永仮良一、清水克彦
- 録音助手：松陰信彦、西田正広
- 音響効果：堀池美夫
- 編集助手：小磯眞佐美、坂口由美、藤田和延
- 装置助手：井筒恒雄
- 装飾助手：中小路認、上野智雄
- 衣裳助手：滝川弘子
- 進行助手：尾崎隆夫
- 擬斗：上野隆三
- 振付：藤間藤雄
- 和楽：中本哲
- 所作指導：春藤真澄
- 方言指導：丹羽美奈子
- 演技事務：石川正男
- 背景画：西田真、白洲徳郎
- 宣伝チーフ：松田仁、山本八州男、藤沢正博、又木たみえ
- 製作宣伝：丸国艦
- スチール：中山健司
- キャスティング：葛原隆康
- 進行主任：長岡功
- 協力：国宝姫路城、国宝彦根城、京都大覚寺、栗生総本山光明寺、丸八株式会社、岸本乗馬センター、東映京都美術センター、東映太秦映画村
- 監督：中島貞夫

## キャスト
- おふく（春日局）：十朱幸代
- 民部卿の局：名取裕子
- おつめ：鳥越マリ
- 徳川秀忠：金田賢一
- お江与：吉川十和子
- 雲井：高瀬春奈
- 浮舟：長谷直美
- 竜田野：日向明子
- 芦川：藤奈津子
- 香川：松村康世
- 野口貴史
- 狭衣：片山由香
- 秋野：松川裕美
- 葛城：山本咲子
- 菅野玲子
- 増田葉子
- 藤悦子
- 西尾知香
- 小早川秀秋：大木聡
- 真藤綾
- 小林ひさよ
- 林彰太郎
- 大木晤郎
- 丸平峯子
- 林英世
- 上野見華
- 増尾清美
- 太宰由美子
- 征木良子
- 保坂亜耶
- タンクロー
- 笹木俊志
- 木谷邦臣
- 木下通博
- 清家三彦
- 藤坂有希
- 太田和余
- 奈波登志子
- 丹羽美奈子
- 和気千枝
- 横田智照
- 西側有利子(子役)
- 伊奈江美(子役)
- 和田麻佐美
- 塙紀子
- 皿沢康志
- 高橋覚
- 七之丞 : 堂本直宏
- 西野浩史
- 中西勇太
- 吉武航
- 塙享子
- 柴立朝美
- 稲葉正成：原田大二郎
- 大久保忠隣：本田博太郎
- 取上げ婆ア：浅利香津代
- ナレーター：二宮さよ子
- 本多正信：長門裕之
- 勝山：淡路恵子
- 大姥局：草笛光子
- 徳川家康：若山富三郎